# Quest for Glory: Shadows of Darkness
Quest for Glory: Shadows of Darkness es un híbrido entre un juego de rol y aventuras. Es la cuarta entrega de la serie de juegos de computadora Quest for Glory de Sierra On-Line. Fue el primer y único juego de la serie en eliminar los números del título.

## Trama
Shadow of Darkness sigue directamente los eventos de Quest for Glory III: Wages of War. Sacado sin previo aviso de la victoria en Fricana, el Héroe llega sin equipo ni explicación a las peligrosas Cuevas del Oscuro en la lejana tierra de Mordavia, un mundo lleno de muertos vivientes que es «una mezcla de folclore eslavo y horror lovecraftiano». Al escapar de la boca de la cueva que se está cerrando, conoce a una misteriosa joven llamada Katrina que lo ayudará varias veces en su viaje. El Héroe ayuda a la gente del pueblo con sus problemas. Se encuentra con varios viejos enemigos, incluido el no del todo muerto Ad Avis y la ogresa Baba Yaga, y hace varios aliados nuevos y extraños. El Héroe finalmente se ve obligado a ayudar al Maestro Oscuro de Ad Avis a recolectar los Rituales Oscuros que permitirán que Avoozl el Oscuro (un pastiche obvio de Cthulhu, y muy probablemente una referencia a la deidad eslava Chernobog) se manifieste en el mundo de Mordavia. Naturalmente, el Héroe escapa de este control y frustra su plan, destruyendo a Ad Avis en el proceso. Durante la celebración de la victoria algo pírrica del Héroe, el mago Erasmus aparece, junto con su familiar Fenrus, convocando al Héroe a la tierra de Silmaria.

## Jugabilidad
La jugabilidad continuó con la interfaz gráfica point and click de Quest for Glory III, y también introdujo un nuevo sistema de combate, que introdujo una perspectiva lateral de las peleas y permitió a los jugadores marcar una opción para dejar que la computadora pelee las batallas por ellos.

## Desarrollo
Quest for Glory IV presenta temas más oscuros mientras mantiene el humor de los juegos anteriores a través de métodos como la incorporación de parodias de Boris Karloff y Peter Lorre. El juego, que gira en torno a un culto oscuro que invoca un mal insondable, estaba muy lejos de los villanos anteriores como Baba Yaga. Además, los no muertos y los monstruos lovecraftianos diferían significativamente de los monstruos de juegos anteriores (había, sin embargo, conejos vampíricos que se asemejaban a Monty Python and the Holy Grail). El juego estaba inspirado en la ficción gótica, «viejas películas de terror y libros sobre vampiros y hombres lobo».
El desarrollo del juego se retrasó, lo que obligó a Sierra a lanzar el juego con pruebas inadecuadas. La primera versión del juego, que aparece en disquetes, es «casi injugable»; sin embargo, el relanzamiento del juego en CD del año siguiente fue mucho mejor porque un programador había tenido un año para solucionar los problemas. El relanzamiento digital de GOG ha resuelto desde entonces muchos de los errores restantes. Según uno de los directores del juego, Corey Cole, Quest for Glory IV se desarrolló con un presupuesto de 750.000 dólares.
Una secuencia particularmente detallada del juego involucraba a la gitana Magda reuniendo información sobre el futuro del héroe y sus posibles enemigos o aliados usando una baraja de cartas del tarot. Las imágenes utilizadas para el juego fueron tomadas del tarot ruso de San Petersburgo, una baraja clon de Rider-Waite-Smith, y el diseño utilizado parece ser exclusivo del juego, aunque es parcialmente similar al comienzo de un diseño de cruz celta.
Shadows of Darkness fue desarrollado con gráficos SVGA.
La versión en CD-ROM de Quest for Glory IV es el primer juego de la serie que cuenta con actores de voz. Los actores de voz más notables del juego son John Rhys-Davies como el narrador, Jennifer Hale como Katrina y Bill Farmer como Leshy. Además, el juego contaba con una banda sonora en gran parte original de Aubrey Hodges, aunque incluía una repetición del tema del héroe de juegos anteriores y una interpretación de «Anitra's Dance» de Edvard Grieg, que suena como música de fondo en el Hotel Mordavia.
Según un artículo de la revista InterAction, la parte de John Rhys-Davies tardó más de tres semanas en grabarse, lo que hizo que se refiriera al juego como el «CD-ROM del infierno». Quest for Glory IV fue el primer videojuego en el que Jennifer Hale prestó su voz al diálogo. El doblaje de un trío de granjeros locales destaca por su énfasis en las bromas, y su indiferencia hacia lo que realmente se lee en sus cuadros de texto.
El final de Quest for Glory III se refería al juego como Quest for Glory IV: Shadows of Darkness. Los manuales originales del juego se referían al juego simplemente como Quest for Glory: Shadows of Darkness. Más tarde, en el manual de la colección Quest for Glory Anthology, se lo llamó Quest for Glory IV: Shadows of Darkness. En Quest for Glory II, se lo llamó Quest For Glory III: Shadows of Darkness.

## Lanzamiento
Inicialmente, el juego se lanzó en diciembre de 1993 en nueve disquetes de 3,5" (como muchas otras aventuras de Sierra en ese momento) para adaptarse a los jugadores que no tuvieran una unidad de CD-ROM. La presión para adornar las estanterías antes de la temporada navideña estropeó el primer lanzamiento con errores que frustraron a los primeros jugadores. Otros factores fueron que el juego era ambicioso en su alcance y complejo en su diseño en comparación con otras aventuras, y la tecnología de juegos de aventuras de Sierra, el motor SCI, había estado sufriendo importantes revisiones durante el desarrollo. Sierra envió más tarde un parche de la versión 1.1a que se completó el 10 de enero de 1994, de forma gratuita, a los clientes que lo solicitaran. Este juego fue uno de los primeros juegos publicados que se enviaron con errores de software conocidos que el editor planeaba rectificar más tarde proporcionando un parche. Afortunadamente, pronto llegó el lanzamiento principal. En septiembre de 1994, apareció una versión finalizada en CD con diálogos grabados completos, una nueva cinemática de introducción y jugabilidad corregida. La caja de regalo venía con un CD del juego, manual, tienda y catálogo y legalidades. La versión en disquete venía con un manual más pequeño y menos detallado.
Como la versión en disquete no tenía protección de derechos de autor en el dispositivo, se le pedía al jugador que hiciera varias verificaciones al comienzo de cada juego. La versión en CD solo requería el disco.

## Recepción
Computer Gaming World dijo en marzo de 1994, «Ofreciendo una mezcla única de misterio oscuro y humor ligero, Shadows of Darkness es otra aventura ganadora de premios». La periodista de la revista, Scorpia, fue menos positiva en abril de 1994. Le gustó la opción de combate automático del juego para «aquellos como yo que desprecian la acción arcade en los juegos de aventuras», pero no le gustó los rompecabezas «débiles a oscuros» y describió al jefe final como «una decepción». Scorpia criticó especialmente sus errores, describiendo el juego como quizás «el producto más descuidado jamás lanzado por Sierra» y requiriendo múltiples parches y «numerosas repeticiones». Informó que el lanzamiento prematuro del juego por «razones financieras» había dañado la «reputación de Sierra de lanzar productos sólidos», y esperaba que «este sea un evento único y que Sierra no se una a las filas de otras compañías, demasiado numerosas para mencionarlas, que lanzan productos de mala calidad sabiendo que pueden salir adelante con parches y actualizaciones, y que hacen de sus clientes "probadores de pago"», pero concluyó que «Shadows of Darkness fue una decepción».
Rowan Kaizer de Engadget y Ryan Stevens de GameTrailers lo consideran la mejor entrega de toda la serie. Michael Baker de RPGamer considera que la entrega es un buen juego «que vale la pena incluso veinte años después», y le da 4 de 5 estrellas. Adam Rosenberg de G4TV considera que Shadows of Darkness es la entrega «más elaborada y mejor diseñada» de la serie. Richard Cobbett de PC Gamer considera que el juego es «absolutamente maravilloso». En 2011, Adventure Gamers nombró a Shadows of Darkness como el 23.º mejor juego de aventuras jamás lanzado.